# Hasnat Khan
Hasnat Ahmad Khan (urdu: حسنات احمد خان), född 1 april 1958, är en brittisk-pakistansk hjärt- och lungkirurg. Han är känd för sitt förhållande med Diana, prinsessan av Wales, som de hade 1995 till 1997.

## Uppväxt och utbildning
Khan föddes i Jhelum, en stad i Punjab-provinsen i Pakistan. Hans familj var Pashtun-familj från Mohmand. Han är det äldsta av fyra syskon. Hans far, Rashid Khan, med en examen från London School of Economics, drev en glastillverkningsfabrik. Hasnat Khan är avlägsen släkting (kusin) till Imran Khan, tidigare premiärminister i Pakistan.

## Karriär
Fram till 1991 arbetade han i Sydney i Australien. Därefter började han arbeta i London. Han tjänstgjorde på Royal Brompton Hospital i London åren 1995 till 1996. Därefter började han en tjänst på London Chest Hospital. År 2000 arbetade han på St Bart's hospital, innan han inledde tjänstgöring vid Harefield Hospital. I november 2007 sa han upp sig från Harefield Hospital och började som chef för ett hjärtsjukhus i Malaysia. Sedan augusti 2013 arbetar Khan som konsult inom hjärt- och thoraxkirurgi vid Basildon University Hospital.

## Privatliv

### Förhållandet med prinsessan av Wales
Khan hade ett tvåårigt förhållande med Diana, prinsessan av Wales. Diana sägs ha beskrivit honom som "Mr Wonderful". I maj 1996 besökte Diana hans familj i Lahore. Dianas butler Paul Burrell uppgav i vittnesmål 2008 att Diana beskrev Hasnat Khan som sin själsfrände. Diana avslutade förhållandet i juli 1997.
Dianas vänner uppges ha beskrivit Hasnat som "hennes livs kärlek" och har berättat om hennes svårmod när hon avslutade förhållandet. Khan sägs dock vara återhållsam när det gäller att kommentera hur mycket han kan ha betytt för henne eller hur mycket hon betytt för honom. Khan deltog vid Dianas begravningsceremoni i Westminster Abbey i september 1997.
År 2004 uppgav Khan till polisen att han tvivlade på att Diana var gravid när hon dog, då hon alltid tog sina p-piller. I mars 2008 uppgav Khan i ett skriftligt uttalande till Lord Justice Scott Bakers utredning av Dianas död att förhållandet hade inletts på sensommaren 1995, och att även om de hade diskuterat giftermål trodde han att ett äktenskap skulle innebära ett medialt helvete. Khan sa också att han trodde att bilolyckan som orsakade Dianas död var en tragisk olycka.

### Äktenskap
Khan gifte sig i maj 2006 med då 28-åriga Hadia Sher Ali i Pakistan. Hon härstammar från afghanska kungligheter I juli 2008 lämnade Khan och Ali in en ansökan om skilsmässa till det lokala skiljerådet i Islamabad. Hasnat Khan gifte sig sedan med Somi Sohail.

## I media
Förhållandet mellan Khan och Diana, prinsessan av Wales, skildras i filmen Diana (2013), regisserad av Oliver Hirschbiegel, baserad på Kate Snells bok Diana: Her Last Love (2001). Khan spelas av Naveen Andrews, medan Diana spelas av Naomi Watts.
Khan porträtterades av den pakistanska skådespelaren Humayun Saeed i den femte säsongen av The Crown.